# Femmine di lusso (film 1930)
Femmine di lusso (Ladies of Leisure) è un film del 1930, diretto da Frank Capra.
La sceneggiatura di Jo Swerling si basa sul lavoro teatrale Ladies of the Evening di Milton Herbert Gropper andato in scena a Broadway il 23 dicembre 1924 con la regia di David Belasco che fu anche produttore dello spettacolo. La commedia, ambientata a New York City e ad Atlantic City, aveva come protagonista James Kirkwood e restò in scena per 159 recite.

## Trama
Jerry Strong è un artista appartenente ad una famiglia facoltosa di industriali che incontra Kay Arnold, una ragazza che ha appena lasciato un party, e subito le propone di posare per un quadro che sta realizzando dove lei deve presentarsi al naturale senza troppo trucco e subito sboccia l'amore.
La famiglia di Jerry, scoperto il torbido passato di Kay si oppone alla relazione, e spinge invece per il matrimonio per la fidanzata Claire. Il tentativo del padre di Jerry si rivela fallimentare mentre quello successivo della madre fa breccia nel cuore della ragazza che per non danneggiare il futuro di Jerry decide di partire per Cuba assieme al suo migliore amico Bill. Dot, amica sincera di Kay, corre ad avvisare Jerry ma arrivano al porto troppo tardi, nel frattempo sulla nave Kay è pentita della sua decisione si butta in mare.
Si risveglia in ospedale con Jerry al suo capezzale.

## Produzione
Il film fu prodotto dalla Columbia Pictures Corporation.

## Distribuzione
Distribuito dalla Columbia Pictures, il film uscì nelle sale statunitensi il 5 aprile 1930.

### Data di uscita
IMDb
- USA	5 aprile 1930

Alias
- Ladies of Leisure 	USA (titolo originale)
- Asfaltens liljor	Svezia
- Femmine di lusso	Italia
- Ladies of the Evening	USA (titolo di lavorazione)
- Mujeres ligeras	Spagna
- To xevourkoma	Grecia